# Маропаті
Маропаті (італ. Maropati, сиц. Marupati) — муніципалітет в Італії, у регіоні Калабрія,  метрополійне місто Реджо-Калабрія‎.
Маропаті розташоване на відстані близько 500 км на південний схід від Рима, 70 км на південний захід від Катандзаро, 55 км на північний схід від Реджо-Калабрії.
Населення — 1524 особи (2014).
Покровитель — святий Юрій.

## Демографія
Населення за роками:

Станом на 1 січня 2023 року в муніципалітеті офіційно проживало 65 іноземців з 7 країн, серед них 27 громадян країн Євросоюзу та 3 громадяни України.

## Сусідні муніципалітети
- Аноя
- Феролето-делла-К'єза
- Галатро
- Джиффоне